# Winnberg
Winnberg ist ein Gemeindeteil der Gemeinde Sengenthal im Landkreis Neumarkt in der Oberpfalz in Bayern.

## Lage
Das Dorf liegt auf etwa 560 m ü. NHN am Rand der Jurafläche der Nördlichen Frankenalb östlich des Gemeindesitzes. Von Sengenthal aus führt in Richtung Osten eine Gemeindeverbindungsstraße mit einer Steigung von bis zu elf Prozent hinauf nach Winnberg und von dort weiter nach Tauernfeld, einem Gemeindeteil von Deining.

## Geschichte
„Windperg/Wintperch“ ist in Lehnbüchern des Bistums Eichstätt um 1254/55, 1310/20 und um 1330/50 genannt; der letztere Eintrag besagt, dass die Hager, ein Dienstmannengeschlecht der Schenken von Reicheneck, auf ihr Erblehen verzichteten und dies Ulrich der Meier von Dippenricht übernahm. Das „d“ bzw. „t“ hat sich wohl verloren, weil ohne diesen Konsonanten der Ortsname leichter auszusprechen ist. Als 1559 die Kircheninventare des Stadtschultheissenamtes Neumarkt nach Einführung der Reformation (1542) verzeichnet wurden, war auch die Kapelle von Winnberg davon betroffen. 1616 zeigt ein Einnahmeverzeichnis der Pfarrei Berngau, dass in Winnberg vier Bauern dem Pfarrer mit einem „Guldenthaler“ zinspflichtig sind; Winnberg gehörte noch im 19. Jahrhundert zur Pfarrei Berngau, heute zur Pfarrei Deining. 1625 wurde Winnberg im Zuge der Gegenreformation wieder dem alten Glauben zugeführt. 1746 wurde nach großem Schauerschlag die Kapelle wiedererbaut; die Messlizenz wurde 1747 erteilt. Am Ende des Alten Reiches, um 1800, gehörte Winnberg mit seinen 13 Höfen zur Unteren Hofmark Berngau und unterstand hochgerichtlich dem herzoglich-baierischen Schultheißenamt Neumarkt. Es gab einen ganzen Hof, zwei Halbhöfe, zwei Viertelhöfe, zwei Achtelhöfe und vier Sechzehntelhöfe, dazu das gemeindliche Hirtenhaus
Im Königreich Bayern war Winnberg dem zwischen 1810 und 1820 gebildeten Steuerdistrikt Leutenbach zugeordnet. Mit dem Gemeindeedikt von 1818 wurde die Ruralgemeinde Sengenthal gebildet, der auch Winnberg angehörte, das 1836 aus zehn Häusern bestand.
Die Einwohnerzahl bewegte sich im 19. Jahrhundert zwischen 70 und 80. So bestand gemäß der Volkszählung vom 1. Dezember 1871 Winnberg aus 28 Gebäuden mit 77 Einwohnern; an Großvieh waren 13 Pferde und 101 Stück Rindvieh vorhanden.
Nordwestlich von Winnberg wurde bis circa Mitte der 1980er Jahre ein 20 Hektar großer Braunjura-Steinbruch zur Rohstoffgewinnung für die Zementherstellung betrieben. Es handelt sich um eine bedeutende Fossilfundstätte. Heute stellt er mit seinen 25 m hohen Bruchwänden das Geotop 373A011 dar, um das ein Wanderweg führt.

### Einwohnerzahlen
- 1830: 70 („Wünberg“; 10 Häuser, 1 Kapelle)[10]
- 1836: 76 (10 Häuser)[11]
- 1861: 80 (28 Gebäude)[12]
- 1871: 77 (28 Gebäude)[13]
- 1900: 73 (11 Wohngebäude)[14]
- 1937: 74 (davon 6 Protestanten)[15]
- 1961: 83 (14 Wohngebäude)[16]
- 1987: 68 (18 Wohngebäude, 24 Wohnungen)[1]

## Baudenkmäler

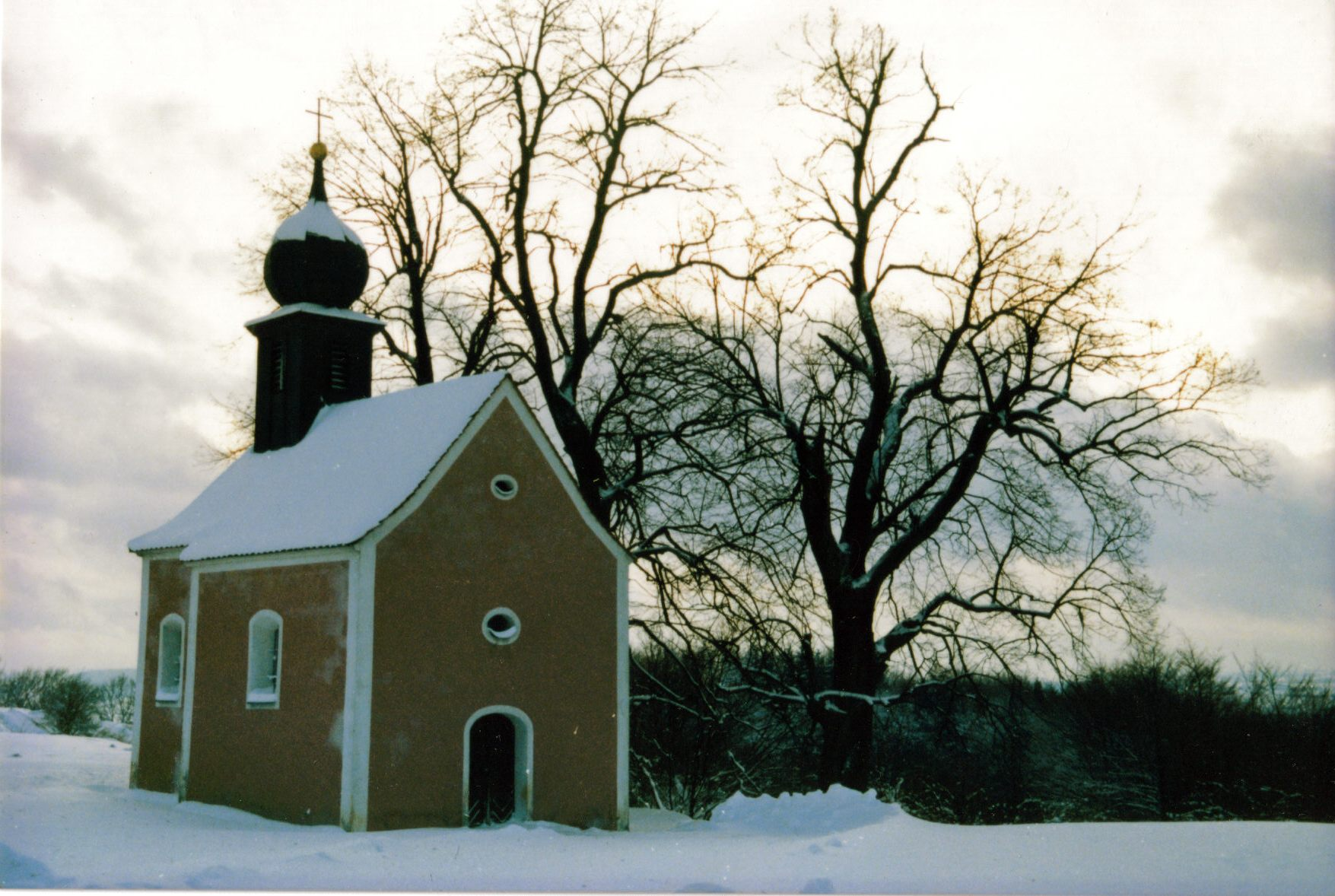
Kapelle St. Georg

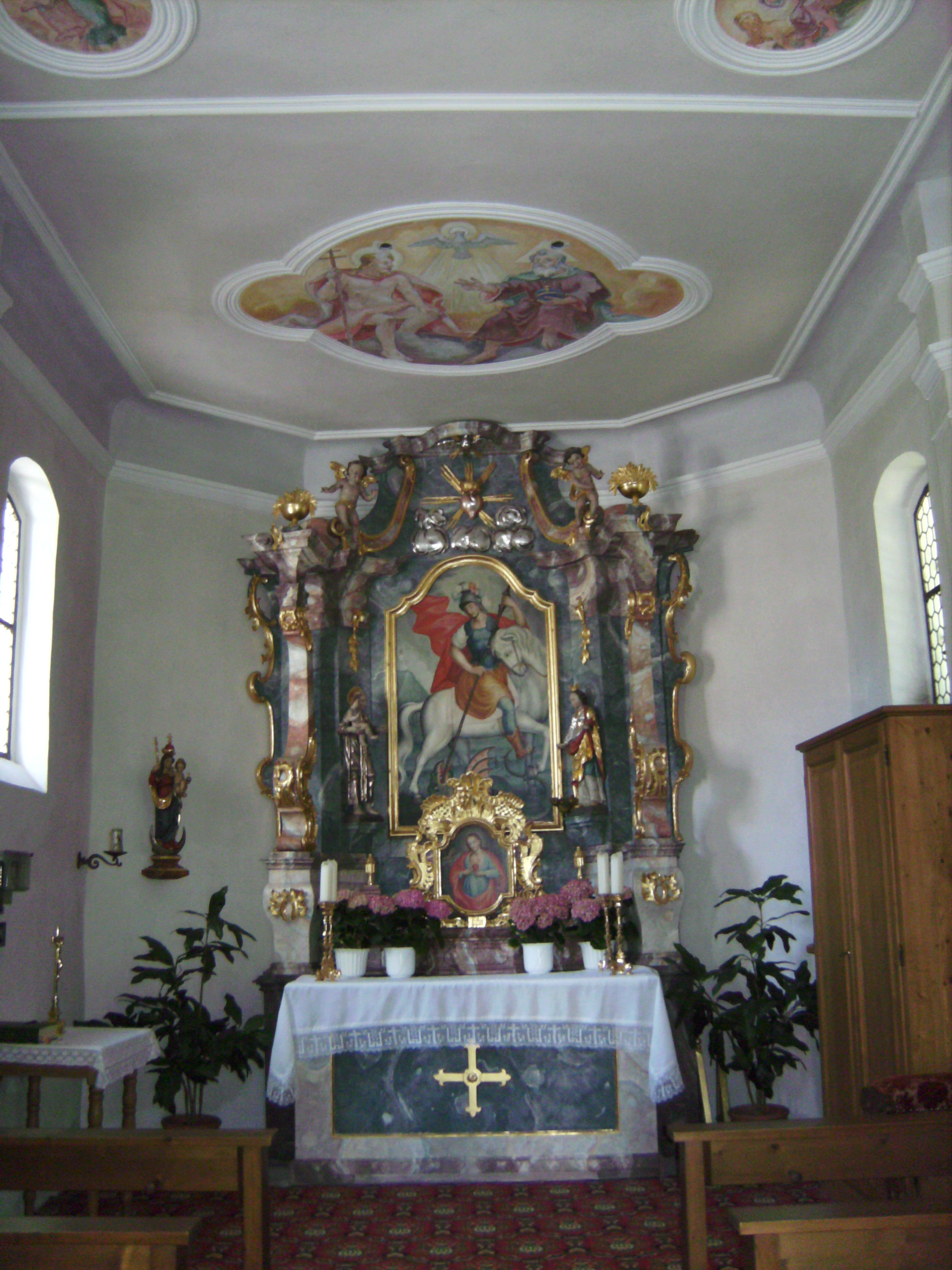
Altar des 18. Jahrhunderts in der Kapelle

Die Dorfkapelle St. Georg aus dem ausgehenden 17. Jahrhundert mit östlichem Kuppeltürmchen gilt als Baudenkmal. Sie hat die Maße 4 × 5 m. 1937 waren im Dachreiter zwei Glocken von 1669 und 1811. Der Altar stammt von circa 1750. Während Winnberg zur katholischen Pfarrei St. Willibald von Deining gehört, sind die Protestanten im Ort nach Tauernfeld gepfarrt.